# Дзядковице (гмина)
Дзядковице (пол. Dziadkowice) — сельская гмина (волость) в Польше, входит как административная единица в Семятыченский повет, Подляское воеводство. Население — 3095 человек (на 2004 год). Административный центр гмины — деревня Дзядковице.

## Демография
| Перепись                       | Всего   | Всего | Женщины | Женщины | Мужчины | Мужчины |
| ------------------------------ | ------- | ----- | ------- | ------- | ------- | ------- |
| Единицы                        | человек | %     | человек | %       | человек | %       |
| Население                      | 3095    | 100   | 1546    | 50      | 1549    | 50      |
| Плотность населения (чел./км²) | 26,7    | 26,7  | 13,4    | 13,4    | 13,4    | 13,4    |

## Поселения
1. Бжезины-Яновента
2. Долубово
3. Дзядковице
4. Хорново
5. Хорновщызна
6. Ясенувка
7. Коженювка
8. Конты
9. Липины
10. Малевице
11. Малиново
12. Осмоля
13. Смолюги
14. Смолюги-Колёня
15. Военец
16. Заминово
17. Запоросль
18. Зарембы
19. Жунево
20. Журобице

## Соседние гмины
1. Боцьки (гмина)
2. Гмина Браньск
3. Гмина Гродзиск
4. Гмина Милейчице
5. Гмина Семятыче